# Fricativa glotal sonora
La fricativa glotal sonora és un fonema que es representa com a [ɦ] en l'AFI. Està present en llengües com el txec, l'hebreu, el finès o el zulú, entre d'altres. En algunes d'elles pot actuar ocasionalment com a semivocal

## Característiques
- És un so sonor perquè hi ha vibració de les cordes vocals
- És una consonant glotal perquè s'articula a la glotis i no solament a la boca
- És una consonant pulmonar egressiva

## En català
No existeix aquest so en català